# Nowyj Wasiugan
Nowyj Wasiugan (ros. Новый Васюган) – wieś (sieło) w Rosji, w obwodzie tomskim, w rejonie kargasokskim. W 2021 liczyła 1837 mieszkańców.